# 62

62(육십이)는 61보다 크고 63보다 작은 자연수다.

## 수학
- 합성수로, 그 약수는 1, 2, 31, 62이다. 진약수의 합은 34이므로, 62는 부족수다.
  - 22번째 반소수다. 앞의 반소수는 58, 다음 반소수는 65다.
- {\displaystyle 62=2^{2}+3^{2}+7^{2}=4+9+49}
  - 서로 다른 세 소수(素數)의 제곱합으로 나타낼 수 있는 수다.

## 과학
- 사마륨(Sm)의 원자번호.
- NGC 62: 고래자리 방향에 있는 나선은하.

## 교통
- 고속도로
  - 유럽 고속도로 62호선(영어판): 프랑스 낭트에서 이탈리아 제노바까지 이어지는 유럽 고속도로.
  - 아우토반 62호선: 독일의 고속도로.

- 국도 제62호선
  - 미국 62번 국도(영어판): 텍사스주 엘패소에서 뉴욕주 나이아가라폴리스까지 이어지는 미국의 국도.

- 기타 도로
  - 현도 제62호선

## 문화유산
- 대한민국의 국보 제62호: 김제 금산사 미륵전
- 대한민국의 보물 제62호: 경주 서악동 마애여래삼존입상
- 대한민국의 사적 제62호: 대구 달성

## 방송
- 스카이라이프의 캐치온1 채널 번호.
- 지니 TV의 SBS 골프 2 채널 번호.
- B tv의 NXT 채널 번호.
- U+ TV의 ENA 플레이 채널 번호.
- LG헬로비전의 채널액션 채널 번호.
- B tv 케이블의 씨네프 채널 번호.
- KT HCN의 엣지 온 채널 번호.

## 기타
- 날짜: 6월 2일
- 연도: 62년, 기원전 62년